# 克羅斯比冰原島峰
66°46′S 51°33′E / 66.767°S 51.550°E
克羅斯比冰原島峰是南極洲的冰原島峰，位於恩德比地，處於莫里森山東北面4公里，是圖拉山脈的北部，根據澳大利亞探險隊的空中照片繪入地圖。